# Digital Combat Simulator
Digital Combat Simulator, DCS World или просто DCS — компьютерная игра в жанре авиасимулятора, разработанная российской компанией Eagle Dynamics. Первая версия симулятора была выпущена на территории СНГ 17 октября 2008. Является прямым наследником и развитием линейки авиасимуляторов Су-27 Фланкер, Су-27 Фланкер 2.5, Lock On: Современная боевая авиация, Lock On: Горячие скалы, Lock On: Горячие скалы 2.

## Геймплей
В отличие от предшественников, DCS имеет модульную структуру — различные модели самолётов, вертолётов, наземной техники и театров военных действий (модули), интегрируются в единую игру.
В базовую среду игры (DCS World) входят: графический интерфейс (GUI), графический движок игры EDGE, созданный в партнёрстве с Smartgraf, который является, помимо использования его в этом проекте, основой для некоторых лётных тренажёров, кроме того, в её составе мощный редактор для создания миссий и кампаний, благодаря скриптовой составляющей в нём — позволяет смоделировать весьма разнообразные ситуации и сценарии. Этому также способствует то, что в сеттинг DCS входит большое количество существующей военной и гражданской техники, смоделированной на высоком уровне: самолёты и вертолёты СССР и стран НАТО, танки, артиллерия, системы ПВО, пехота, наземные строения, корабли разных типов, включая авианосцы.
- Всего 156 образцов оружия, 105 типов наземных юнитов, 19 типов военных кораблей и гражданских судов, а также 84 типа летательных аппаратов, управляемых искусственным интеллектом.

Без дополнительных модулей, не входящих в основной пакет, DCS World является freeware (бесплатным) приложением, которое можно скачать через специальный клиент Архивная копия от 6 декабря 2014 на Wayback Machine, доступный на официальном сайте или через Steam. Там же можно приобрести весь дополнительный, платный контент.
ТВД территории Кавказа, включая российский Северный Кавказ, западную Грузию, Абхазию, Южную Осетию также входит в базовый freeware комплект. В игре на бесплатной основе представлены два самолёта, доступные к управлению игроком в DCS World:
- Су-25Т — с продвинутой (AFM) моделью полёта, но упрощённой моделью авионики (SSM) и «некликабельным» кокпитом. Развитие Су-25Т из игры Lock On: Горячие скалы
- TF-51D — гражданская версия P-51D Mustang, со снятым вооружением и без бронезащиты, но с «кликабельной» кабиной (ASM), лётной моделью уровня профессиональных тренажёров (PFM) и детальной проработкой всех внутренних систем (охлаждения, топливная, электрическая, гидравлическая и пр.). Позволяет ознакомиться с уровнем проработки продаваемых модулей. По заявлениям[5][6] разработчиков — полностью смоделирована работа двигателя внутреннего сгорания (ДВС) на холостых оборотах — так называемая «медленная модель». Реализованы такты работы двигателя, угол поворота коленчатого вала, компрессия, зажигание, давление топлива, давление и температура масла. Всё это не является формальным и позволяет ощутить и понять все особенности запуска и эксплуатации авиационного ДВС. В частности, при неправильных действиях можно «залить», а потом просушить свечи зажигания. Подробно смоделированная термодинамика систем охлаждения делает возможным перегрев и выход из строя двигателя на разных режимах. После выхода оборотов выше определённого значения включается «быстрая модель» работы двигателя. Это упрощение сделано по техническим особенностям компьютерного моделирования[7] и касается только особенностей работы цилиндров, тогда как другие аспекты остаются в силе. Тщательно рассчитаны моменты сил, действующие на самолёт в целом и его управляющие плоскости в множестве точек их приложения возникающих при обдувке, и гироскопический момент от винта, как на земле, так и в воздухе.

Теоретически модулем для мира DCS может быть всё что угодно — модель локомотива, катера, автомобиля или даже гаджет типа Garmin в частности в 2017 году для модуля вертолёта Ми-8МТВ2 была разработана навигационная система NS430.

### Классификация модулей по степени проработки лётной модели и систем
- PFM (Professional Flight Model/Профессиональная Лётная Модель) — термин появившийся в 2011—2012 году для обозначения модулей DCS которые снабжаются проработанной, максимально близкой к прототипу лётной моделью, с использованием методов численного моделирования в САПР (Вычислительная гидродинамика). Одним из первых модулей получивших обозначение PFM, был вышедший в 2012 году релиз DCS: P-51D Mustang. При этом стоит не забывать, что модуль снабжённый PFM может и не иметь проработки всех систем, в частности авионики и кликабельности кабины. Например, все самолёты из сборника «Горячие скалы 3»: Су-27, Су-33, Миг-29, A-10A, Су-25 и F-15C имеют в своём обозначении PFM, но не имеют интерактивной кабины. Собственно понятие PFM в данном конкретном контексте это только сама лётная модель динамики полёта летательного аппарата.
- AFM (Advanced Flight Model/Продвинутая лётная модель) — главной отличительной особенностью этой системы моделирования, появившейся в 2004 году, является условное разделение летательного аппарата на множество частей, к каждой из которых можно приложить отдельный момент силы. Использование подобных методов моделирования позволяет на более высоком уровне, чем в SFM имитировать различные аэродинамические эффекты такие как сваливание, покачивание с крыла на крыло, штопор и т. д. Более продвинутое моделирование поведения на земле — реалистичная физика сил инерции, скольжения, работы амортизаторов, тормозной системы. Сейчас считается подвидом PFM.
- SFM (Standart Flight Model/Стандартная Лётная Модель) — Наиболее старая методика моделирования полёта, которая использовалась в предыдущих версиях симулятора. Несмотря на то, что на сегодняшний день устарела, позволяет с довольно высокой точностью настраивать траекторные параметры самолётов. Состоит из трёх частей: модели поведения в воздухе, на земле и на закритических режимах. До сих пор используется для самолётов управляемых ботами. Последний самолёт с SFM (Миг-29) был переведён на PFM 10 октября 2018 года.
- EFM (External Flight Model/Внешняя Лётная Модель) — модули сторонних разработчиков снабжаются собственными лётными моделями. Исключением являются модули компании Belsimtek, которые несмотря на то, что формально Belsimtek относится к Third Party Developers, так же как и модули от Eagle Dynamics обозначены лейблом PFM. Принципы моделирования в EFM могут быть разными. В частности, возможны сходные методы с AFM или SFM. При этом EFM модели часто подвергаются критике со стороны игрового сообщества за их недостатки и неточности. Данные лётные модели постоянно дорабатываются.

Типы проработки систем и авионики
- ASM (Advanced system model) — модули снабжаются максимально полной моделью проработки систем и авионики летательного аппарата — детальное моделирование работы двигателей, приборов, оружия, радио, электрической, топливной и гидравлической систем самолёта. Кликабельный процедурный симулятор профессионального уровня.
- SSM (Standart system model) — модули снабжаются неполной, упрощённой моделью проработки систем и авионики летательного аппарата.
- 6DoF (часто употребляется аббревиатура 6DoF, от англ. Six degrees of freedom) — все модули в DCS имеют трёхмерную кабину с 6 степенями свободы.

## Системные требования DCS
| \| \| Минимальные \| Рекомендуемые \| \| Microsoft Windows \| \| \| \| Операционная система \| ОС Windows 8/10 — 64 бит \| ОС Windows 10 — 64 бит \| \| Центральный процессор \| Intel* Core i5 или AMD 2600 \| Intel* Core i7+ или AMD Ryzen \| \| Объём RAM \| 16 GB \| 32 GB \| \| Видеокарта \| NVIDIA GeForce GTX 1660 с 8 ГБ памяти или лучше \| GeForce RTX2060 с 12-16 ГБ памяти или лучше \| \| HDD \| свободное дисковое пространство: 120 Гб \| свободное дисковое пространство: 380 Гб на SSD \| \| Звуковая плата \| DirectX-совместимая \| DirectX-совместимая \| \| Иное \| В DCS поддерживаются все виды джойстиков, систем отслеживания движений головы Track IR, а также устройства виртуальной реальности Oculus Rift и HTC Vive. \| В DCS поддерживаются все виды джойстиков, систем отслеживания движений головы Track IR, а также устройства виртуальной реальности Oculus Rift и HTC Vive. \| *Рекомендуется установка на высокоскоростные твердотельные накопители SSD. | | |
| | Минимальные | Рекомендуемые |
| Microsoft Windows | | |
| Операционная система | ОС Windows 8/10 — 64 бит | ОС Windows 10 — 64 бит |
| Центральный процессор | Intel* Core i5 или AMD 2600 | Intel* Core i7+ или AMD Ryzen |
| Объём RAM | 16 GB | 32 GB |
| Видеокарта | NVIDIA GeForce GTX 1660 с 8 ГБ памяти или лучше | GeForce RTX2060 с 12-16 ГБ памяти или лучше |
| HDD | свободное дисковое пространство: 120 Гб | свободное дисковое пространство: 380 Гб на SSD |
| Звуковая плата | DirectX-совместимая | DirectX-совместимая |
| Иное | В DCS поддерживаются все виды джойстиков, систем отслеживания движений головы Track IR, а также устройства виртуальной реальности Oculus Rift и HTC Vive. | В DCS поддерживаются все виды джойстиков, систем отслеживания движений головы Track IR, а также устройства виртуальной реальности Oculus Rift и HTC Vive. |